# Кенал-Вінчестер (Огайо)
Кенал-Вінчестер (англ. Canal Winchester) — місто (англ. city) в США, в округах Франклін і Феєрфілд штату Огайо. Населення — 9107 осіб (2020).

## Географія
Кенал-Вінчестер розташований за координатами 39°50′24″ пн. ш. 82°48′58″ зх. д. / 39.84000° пн. ш. 82.81611° зх. д. (39.839871, -82.816107).  За даними Бюро перепису населення США в 2010 році місто мало площу 19,69 км², з яких 19,34 км² — суходіл та 0,35 км² — водойми.

## Демографія
Згідно з переписом 2010 року, у селищі мешкала 7101 особа в 2646 домогосподарствах у складі 1924 родин. Густота населення становила 361 особа/км².  Було 2893 помешкання (147/км²).
Расовий склад населення:
| - 91,6 % — білих - 5,1 % — чорних або афроамериканців - 1,2 % — азіатів - 0,1 % — корінних американців |

До двох чи більше рас належало 1,6 %. Частка іспаномовних становила 1,2 % від усіх жителів.
За віковим діапазоном населення розподілялося таким чином: 26,7 % — особи молодші 18 років, 58,5 % — особи у віці 18—64 років, 14,8 % — особи у віці 65 років та старші. Медіана віку мешканця становила 39,7 року. На 100 осіб жіночої статі у селищі припадало 89,3 чоловіків;  на 100 жінок у віці від 18 років та старших — 86,5 чоловіків також старших 18 років.
Середній дохід на одне домашнє господарство  становив 85 364 долари США (медіана — 76 667), а середній дохід на одну сім'ю — 99 643 долари (медіана — 90 231). Медіана доходів становила 60 699 доларів для чоловіків та 48 107 доларів для жінок. За межею бідності перебувало 1,7 % осіб, у тому числі 0,9 % дітей у віці до 18 років та 2,8 % осіб у віці 65 років та старших.
Цивільне працевлаштоване населення становило 3767 осіб. Основні галузі зайнятості: освіта, охорона здоров'я та соціальна допомога — 26,4 %, роздрібна торгівля — 12,5 %, мистецтво, розваги та відпочинок — 11,4 %, науковці, спеціалісти, менеджери — 10,9 %.